# Giải thưởng Âm nhạc Thế giới
Giải thưởng Âm nhạc Thế giới (tựa gốc: World Music Awards) là giải thưởng quốc tế được thành lập vào năm 1989 dưới sự bảo trợ của Albert II, Ông hoàng Monaco và được dựa trên Monte-Carlo. Giải thưởng được trao cho những nghệ sĩ bán chạy nhất thế giới trong nhiều hạng mục khác nhau và cho những nghệ sĩ bán chạy nhất đến từ mỗi lãnh thổ chính. Lượng doanh số được cung cấp bởi Liên đoàn Công nghiệp ghi âm quốc tế (IFPI). Có 9 giải được cộng đồng tham gia bầu chọn trực tuyến. Các giải thưởng đều được mạ vàng, với hình tượng một nghệ sĩ đang cầm quả đất.

## Sự kiện trao giải
| Năm  | Địa điểm            | Sân vận động                  |
| ---- | ------------------- | ----------------------------- |
| 1989 | Monte Carlo, Monaco | Salle des Etoiles             |
| 1990 | Monte Carlo, Monaco | Salle des Etoiles             |
| 1991 | Monte Carlo, Monaco | Salle des Etoiles             |
| 1992 | Monte Carlo, Monaco | Salle des Etoiles             |
| 1993 | Monte Carlo, Monaco | Salle des Etoiles             |
| 1994 | Monte Carlo, Monaco | Salle des Etoiles             |
| 1995 | Monte Carlo, Monaco | Salle des Etoiles             |
| 1996 | Monte Carlo, Monaco | Salle des Etoiles             |
| 1997 | Monte Carlo, Monaco | Salle des Etoiles             |
| 1998 | Monte Carlo, Monaco | Salle des Etoiles             |
| 1999 | Monte Carlo, Monaco | Salle des Etoiles             |
| 2000 | Monte Carlo, Monaco | Salle des Etoiles             |
| 2001 | Monte Carlo, Monaco | Salle des Etoiles             |
| 2002 | Monte Carlo, Monaco | Salle des Etoiles             |
| 2003 | Monte Carlo, Monaco | Salle des Etoiles             |
| 2004 | Las Vegas, Hoa Kỳ   | Thomas & Mack Center          |
| 2005 | Los Angeles, Hoa Kỳ | Kodak Theatre                 |
| 2006 | London, Anh         | Earls Court Exhibition Centre |
| 2007 | Monte Carlo, Monaco | Salle des Etoiles             |
| 2008 | Monte Carlo, Monaco | Salle des Etoiles             |
| 2009 | Không tổ chức       | Không tổ chức                 |
| 2010 | Monte Carlo, Monaco | Salle des Etoiles             |
| 2011 | Không tổ chức       | Không tổ chức                 |
| 2012 | Không tổ chức       | Không tổ chức                 |
| 2013 | Không tổ chức       | Không tổ chức                 |
| 2014 | Monte Carlo, Monaco | Salle des Etoiles             |

### Giải thưởng huyền thoại
Các giải thưởng huyền thoại đã trao cho:
| - Bee Gees - Tony Bennett - George Benson - David Bowie - Mariah Carey - Ray Charles - Cher - Clive Davis - Chris de Burgh - Deep Purple - Celine Dion - Plácido Domingo - Amr Diab | - Gloria Gaynor - Whitney Houston - Eminem - INXS - Janet Jackson - Michael Jackson - Elton John - Chaka Khan - Beyoncé* - Kelly Rowland - Michelle Williams - Patti LaBelle - Jennifer Lopez - Luciano Pavarotti | - Prince - L.A. Reid - Cliff Richard - Lionel Richie - Diana Ross - Elissa - Carlos Santana - Status Quo - Rod Stewart - Tina Turner - Barry White - Stevie Wonder - Ricky Martin |

- Beyoncé hiện đang là nghệ sĩ duy nhất 2 lần thắng giải, với tư cách nghệ sĩ đơn ca lẫn thành viên của nhóm Destiny's Child.

### Giải thưởng Kim cương
Giải thưởng Kim cương được sáng lập vào năm 2001 nhằm tôn vinh các nghệ sĩ bán hơn 100 triệu album trong sự nghiệp. Giải đã được trao cho:
- 2001: Rod Stewart
- 2003: Mariah Carey
- 2004: Celine Dion
- 2005: Bon Jovi
- 2006: Michael Jackson
- 2008: The Beatles

### Giải thưởng Thiên niên kỷ
Giải thưởng Thiên niên kỷ được trao vào năm 2000 cho những nghệ sĩ thu âm có lượng doanh số bán chạy nhất mọi thời đại.